# Vahevuní
Els Vahevuní foren una família de nakharark (nobles) d'Armènia que governaven el Mardali, a l'oest del Tauruberan i a l'est del Mananali. Tradicionalment es consideraven descendents del haykida Vahagn (l'equivalent armeni d'Hèrcules) i van regnar com a grans sacerdots de l'Armènia precristiana al Taron, centrats en la ciutat sagrada d'Ashtishat on estava el temple de Vahagn; la seva connexió amb el temple Oròntida del Sol i de la Lluna a Armawir i el seu origen comú amb els arawenian i els Zarehawanian, recordat en la tradició històrica, indicaria el seu verdader origen Oròntida. A la conversió d'Armènia, el temple-estat d'Ashtishat va passar a la dinastia patriarcal dels Gregòrides i els Vahevuní apareixen com a prínceps d'un Estat a l'Airarat.

## Història
Els primers que apareixen esmentats són Manej i Gut o Giot, abans de la rebel·lió nacional del 451. Vers el 480 era cap de família Bershel.
No tornen a aparèixer fins al 583, en què Samuel Vahevuní fou un dels que va encapçalar una revolució nacional en la qual, quan el rei de Pèrsia va enviar al perceptor de Baspracània (Vaspurakan-hamarakar) amb diners (plata) per finançar una campanya a Armènia en la qual els perses serien presentats com els defensors del armenisme contra la romanització, fou atacat pel camí; els nakharark atacants van marxar amb el botí cap a Nakhichevan on esperaven proclamar la independència de tot Armènia (romana d'Orient i persa). Però quan van arribar allí es van barallar pel repartiment de la plata i van perdre l'oportunitat. El rei persa va jugar hàbilment i es va aliar amb l'emperador Maurici, i va enviar un exèrcit però va anunciar que perdonaria als nakharark conjurats si es rendien. La majoria ho van fer i van poder tornar als seus dominis, però Samuel Vahevuní i Atat Khokhoruni van fugir a Aghuània, encara que finalment també van demanar el perdó. El Vaspurakan-hamarakar va tornar a Armènia i va aconseguir l'adhesió dels nakharark. La política romana d'Orient era ara més dura i Samuel Vahevuní no va tardar a rebel·lar-se auxiliat per Teodor Terpatuni, que van planejar la mort del curator romà d'Orient d'Armènia resident a Teodosiòpolis. El complot va fracassar perquè el curator se'n va assabentar i els conjurats es van refugiar a Mokq. Els romans d'Orient van enviar contra ells a una milícia sota el comandament d'Heracli i del nakharar Hamazaspes Mamiconi. Samuel Vahevuní i els seus acompanyants van destruir els ponts del Djermal (Bohtan Su) i es van tancar a la fortalesa de Zriel, que fou presa pels romans d'Orient: Samuel Vahevuní va morir combatent i els altres foren fets presoners i portats a Teodosiòpolis on foren decapitats.
Khosrov apareix com a cap de família el 596.
Constant II va envair Armènia el 654 i molts s'hi van sotmetre. Fins i tot el patriarca Narses va oferir lleialtat a l'emperador davant l'amenaça musulmana. Teodor Reixtuní, el governador armèni, es va refugiar a l'illa d'Althamar al llac Van i el seu gendre Gregori Vahevuní es va fortificar a Arphat amb el tresor armeni. Quan els àrabs es vam imposar els Vahevuní van emigrar cap a Baspracània, on haurien aconseguit un feu i a mitjan segle ix (el 852) eren vassalls dels Arzerunis amb Musel Vahevuní; però aquest príncep va trair al príncep Asoci i es va aliar amb el governador àrab Bogha al-Khabir. S'esmenten per darrer cop el 906.